# سونی آلفا ۲۰۰
سونی آلفا ۲۰۰ (به انگلیسی: Sony Alpha 200) یک دوربین عکاسی ساخت شرکت سونی است.